# Hydrotaea jacobsoni
Hydrotaea jacobsoni este o specie de muște din genul Hydrotaea, familia Muscidae. A fost descrisă pentru prima dată de Stein în anul 1919. Conform Catalogue of Life specia Hydrotaea jacobsoni nu are subspecii cunoscute.